# Унтергрупенбах
Унтергрупенбах (њем. Untergruppenbach) општина је у њемачкој савезној држави Баден-Виртемберг. Једно је од 46 општинских средишта округа Хајлброн. Према процјени из 2010. у општини је живјело 7.687 становника. Посједује регионалну шифру (AGS) 8125098.

## Географски и демографски подаци
Унтергрупенбах се налази у савезној држави Баден-Виртемберг у округу Хајлброн. Општина се налази на надморској висини од 276 метара. Површина општине износи 27,3 km². У самом мјесту је, према процјени из 2010. године, живјело 7.687 становника. Просјечна густина становништва износи 282 становника/km².

## Међународна сарадња
| Мјесто           | Држава    | Врста сарадње | Од    |
| ---------------- | --------- | ------------- | ----- |
| Јераго кон Ораго | Италија   | партнерство   | 2005. |
| Шазел сир Лион   | Француска | партнерство   | 1988. |
| Извор            |           |               |       |